# 주식공개
주식공개(株式公開)는 일부의 대주주에게 보유되어 있는 주식을 일반에게 개방하는 것을 뜻하는 용어이다. 동족 회사 또는 소수의 주주로 구성되어 있는 회사를 비공개 회사라고 하며, 그 주식을 비공개주라 한다. 그러나, 이 회사의 기업 규모가 확대되면 증대한 자금 수요를 메우기 위하여 일반 투자인들로부터 주주를 모으고 자금을 반드시 모아야 한다. 따라서, 대주주가 보유한 주식을 시장에 팔거나 증자 신주를 공모한다. 이것을 주식의 공개라고 하며, 이렇게 하여 공개된 주식을 공개주라고 한다.

## 같이 보기
- 기업공개